# 가마치역
가마치역(일본어: 蒲池駅)은 일본 후쿠오카현 야나가와시에 위치한 서일본 철도 덴진오무타 선의 역이다. 역 번호는 T37이다.

## 역사
- 1937년 10월 1일: 규슈 철도의 역으로서 개업.
- 2008년 5월 18일: IC카드 nimoca 사용 개시.
- 2014년 3월 22일: 역 창구 영업 시간 변경.
- 2017년 2월 1일: 역 번호 도입.

## 역 구조
상대식 승강장 2면 2선의 지상역이다. 덴진오무타 선은 본 역 이남의 히라키역까지 단선이다. 니시테쓰 스테이션 서비스가 역 업무를 하는 업무위탁역에서 낮의 일부 시간대는 역무원이 부재한다.

### 승강장
| 1 | ■ 덴진오무타 선 | 하행 | 야나가와・오무타 방면                   |
| 2 | ■ 덴진오무타 선 | 상행 | 구루메・후쓰카이치・후쿠오카(덴진) 방면 |

## 이용 현황
- 2015년 기준: 430명

## 역 주변
- 가마치 다테이시 단지
- 야나가와 시립 가마치 초・중학교
- 시라우메 학원
- 가마치 우체국
- 즈이센인

## 인접역
| 서일본 철도 ■ 덴진오무타 선               | 서일본 철도 ■ 덴진오무타 선 | 서일본 철도 ■ 덴진오무타 선 |
| ----------------------------------------- | --------------------------- | --------------------------- |
| T36 핫초무타 니시테쓰 후쿠오카(덴진) 방면 | ■ 보통                      | 야카베 T38 오무타 방면      |